# 脱斡里勒
脱斡里勒（蒙古语：Toγril）是13世纪初蒙古帝国的千户长之一，出身速勒都思部，波斯文史料如《史集》中记作طغریل（Ṭughrīl）。

## 生平
脱斡里勒是救过幼年成吉思汗性命的锁儿罕失剌的族人。《元朝秘史》等文献没有提及他，《史集》的千户长列表中，他是右翼第九位千户长。
脱斡里勒的儿子名为察兰，以“宝儿赤”（御厨）身份侍奉大汗蒙哥。1259 年蒙哥突然去世后，忽必烈与阿里不哥爆发汗位继承战争，察兰加入阿里不哥阵营。他在阿里不哥派系中与孛鲁欢、阿蓝答儿等人同为核心人物。内战以忽必烈派胜利告终后，察兰因“唆使阿里不哥作乱”被处决。
察兰的处决并未切断速勒都思部与阿里不哥家族的联系。阿里不哥的儿子明里帖木儿属下，第 1、5、6、17 位千户长均出身速勒都思部（孙札黑那颜、乞里带、怯台、秃黑鲁勒），可见该部落在明里帖木儿汗国中占据重要地位。